# Ermeli
Ermeli (russisch Эрмели) ist eine Siedlung (possjolok) Ort im Rajon Jaschkulski in der russischen Republik Kalmückien. Sie hat 245 Einwohner (Stand 14. Oktober 2010).
Die Siedlung liegt ungefähr 60 km Luftlinie östlich der Republikhauptstadt Elista und knapp 25 km nordwestlich des Rajonzentrums Jaschkul. Etwa fünf Kilometer südlich verläuft die föderale Fernstraße R216, die Astrachan über Elista mit Stawropol verbindet.
Der Ort wurde 1978 unter dem Namen Perwomaiski (von russisch Perwoje Maja für „Erster Mai“) als Zentralsiedlung eines neu gebildeten Sowchos gegründet, der während der Wirtschaftskrise der 1990er-Jahre wieder geschlossen wurde. In dieser Zeit erhielt der Ort seinen heutigen Namen nach einer nahen, in den 1940er-Jahren infolge der Deportation aller Kalmücken 1943 verschwundenen Ansiedlung. Im Rahmen der Verwaltungsreform in Russland in den 2000er-Jahren wurde Ermeli noch Sitz einer Landgemeinde (selskoje posselenije), die aber aufgrund der fortgesetzt stark rückläufigen Einwohnerzahl 2009 aufgelöst wurde. Seither gehört Ermeli zur Landgemeinde Gaschunskoje selskoje posselenije mit Sitz in der 9 km südöstlich gelegenen Siedlung Gaschun.